# Cisiny (województwo pomorskie)
Cisiny – osada w Polsce, w województwie pomorskim, w powiecie starogardzkim, w gminie Osieczna.
Miejscowość leży w kompleksie leśnym Borów Tucholskich nad jeziorem Długim.
Do 2023 miejscowość była przysiółkiem wsi Długie.
W latach 1975–1998 miejscowość administracyjnie należała do województwa gdańskiego.